# Унтершванинген
Унтершванинген (нем. Unterschwaningen) — община в Германии, в земле Бавария. 
Подчиняется административному округу Средняя Франкония. Входит в состав района Ансбах. Подчиняется управлению Хессельберг.  Население составляет 864 человека (на 31 декабря 2010 года). Занимает площадь 18,57 км².
Коммуна подразделяется на 3 сельских округа.

## Население
По оценке на 31 декабря 2015 года население общины Унтершванинген составляет 870 чел. 

| Дата      | 1840 | 1871 | 1900 | 1925 | 1939 | 1950 | 1961 | 1970 | 1987 | 2011 |
| --------- | ---- | ---- | ---- | ---- | ---- | ---- | ---- | ---- | ---- | ---- |
| Население | 1244 | 1048 | 993  | 1025 | 866  | 1282 | 953  | 913  | 858  | 873  |

| Год       | 1960 | 1970 | 1980 | 1990 | 2000 | 2009 | 2010 | 2011 | 2012 | 2013 | 2014 | 2015 |
| --------- | ---- | ---- | ---- | ---- | ---- | ---- | ---- | ---- | ---- | ---- | ---- | ---- |
| Население | 958  | 930  | 833  | 853  | 887  | 868  | 864  | 884  | 876  | 867  | 880  | 870  |